# 테니스 코트 전투
테니스 코트 전투(영어: Battle of the Tennis Court)는 1944년 4월 4일부터 6월 22일까지 인도 북서부에서 열린 전투로 코히마 전투의 전환점이었다.
4월 5일부터 코히마 봉우리에 영국군이 배치되었다. 코히마 봉우리는 "제일리 힐", "필드 서포트 데폿(FSD) 힐", "데일리 일러스(DIS) 힐"으로 구성되어 있었고, 이 지역은 지역구 의원 찰스 페우세이의 방갈로이면서 제4 영국 여왕의 켈트 연대와 아삼 연대, 아삼 소총 사단의 보급지점이며 주요 방어선 지역이었다. 이들은 포위되었을 때 영국 공군에 의해 지원되었다.
일본군은 4월 8일 방어선 북동부 지역에 일련의 공격을 시작하며, 4월 9일 영국군은 방갈로의 테니스 코트까지 후퇴했다. 다른 곳은 적의 공격을 받은 후 경계선이 축소되었다.
4월 13일, 주의원의 테니스 코트 근처 방어 병력은 중화기와 박격포 공격을 받고, 보병의 공격이 증가했다. 이 지역의 전투는 테니스 코트에서 날라온 수류탄의 직사 범위를 가지기 위한 양상으로 진행되었다. 그러나, 4월 14일에 일본군은 공격을 하지 않고 코히마 봉우리의 제2 보병 사단이 디마푸르-코히마 도로와 일본군의 방어선을 돌파했다.
4월 17일, 일본군은 능선을 되찾기 위한 마지막 공격을 하였다. 그들은 FSD-제일리 힐을 성공적으로 점령했다. 그러나, 4월 18일 아침 영국 포병은 서부에서 일본군을 공격하며 일본군의 공격은 중단되었다. 영국 제2 사단과 제33 군단의 제161 여단과 탱크는 제일리 힐 북부를 공격함으로써 일본군을 후퇴시켰다. 디마푸르와 코히마 도로는 열리고 포위는 풀리게 되었다.
코히마의 점령을 위해 일본군은 한번에 후퇴하지 않고, 많은 병사들은 후퇴 후에도 계속 전투하며 몇주 더 집요하게 전투했다. 5월 13일 아침, 코히마 봉우리의 대부분은 영국과 인도군에게 점령되나, 방갈로의 몇몇 지역은 탱크가 지원되었다.
5월 15일, 일본 제31사단은 철수하기 시작하고 영국 제33군단의 제2사단 및 제33, 제161 인도 여단이 증원되었다. 테니스 코트 전투는 제 14군 전진의 시작이었고, 임팔 전투가 승리하게 되었으나 계속 미얀마 전역에 잡혀있었다.
제6 여단의 전투는 제6 여단의 제1 영국 버크셔 군을 지휘한 보쉘에 의해 문서화되었다:
| “ | 나는 테니스 코트가 내려다 보이는 지역 점령부터 시작했다... 숨은 일본 저격수 때문에 하룻동안 이동하는 것이 불가능했다. 우리는 3주 동안 코히마에 있었다. 우리는 매일 밤 공격을 받았다... 그들은 비둘기의 파도 같았다. 대부분 밤에는 그들이 대대의 일부를 지나치고, 우리는 반격을 시작했다... 물은 너무 적어 한명당 약 1잔으로 제한했다. 그래서 우리는 면도를 그만두었다. 공중 보급이 핵심이었지만, 가파른 지형과 좁은 산등성이로 인해 일부는 일본군에게로 넘겨졌다. 내 부대는 코히마에서 백명이 들어가서 60명이 나왔다. | ” |

이 전투는 코히마 전투의 전환점이면서 버마 전역의 전환점이었다. 동남아시아 지휘관 루이 마운트배튼은 이 전역에서 코히마 전투를 설명했다.
| “ | 이것은 아마도 역사상 위대한 전투 중 하나일 것이다... 이것은 버마 전역에 효과를 가져다줄 것이다... 비교할 수 없는 영웅이다... 이것은 영국/인도의 테르모필레 전투이다. | ” |

## 참조
1. ↑  Anonymous 2004, 6쪽.
2. ↑  Anonymous 2004, 3쪽.

## 추가 자료
- Colvin, John (2003) Not Ordinary Men: The Story of the Battle of Kohima (Pen and Sword Ltd)
- Lowry, Michael (2003) Fighting Through to Kohima: A Memoir of War in India and Burma (Leo Cooper)